# Pyramidenspitze
Pyramidenspitze är en bergstopp i Österrike.   Den ligger i distriktet Kufstein och förbundslandet Tyrolen, i den centrala delen av landet, 300 km väster om huvudstaden Wien. Toppen på Pyramidenspitze är 1 997 meter över havet, eller 648 meter över den omgivande terrängen. Bredden vid basen är 4,0 km. Pyramidenspitze ingår i Kaisergebirge.
Terrängen runt Pyramidenspitze är bergig åt sydost, men åt nordväst är den kuperad. Närmaste större samhälle är Kufstein, 7,7 km väster om Pyramidenspitze. 
Trakten runt Pyramidenspitze består i huvudsak av gräsmarker. Runt Pyramidenspitze är det ganska tätbefolkat, med 52 invånare per kvadratkilometer.